# Coxicerberus fukudai
Coxicerberus fukudai is een pissebed uit de familie Microcerberidae. De wetenschappelijke naam van de soort is voor het eerst geldig gepubliceerd in 1974 door Ito.